# Stefan Klare

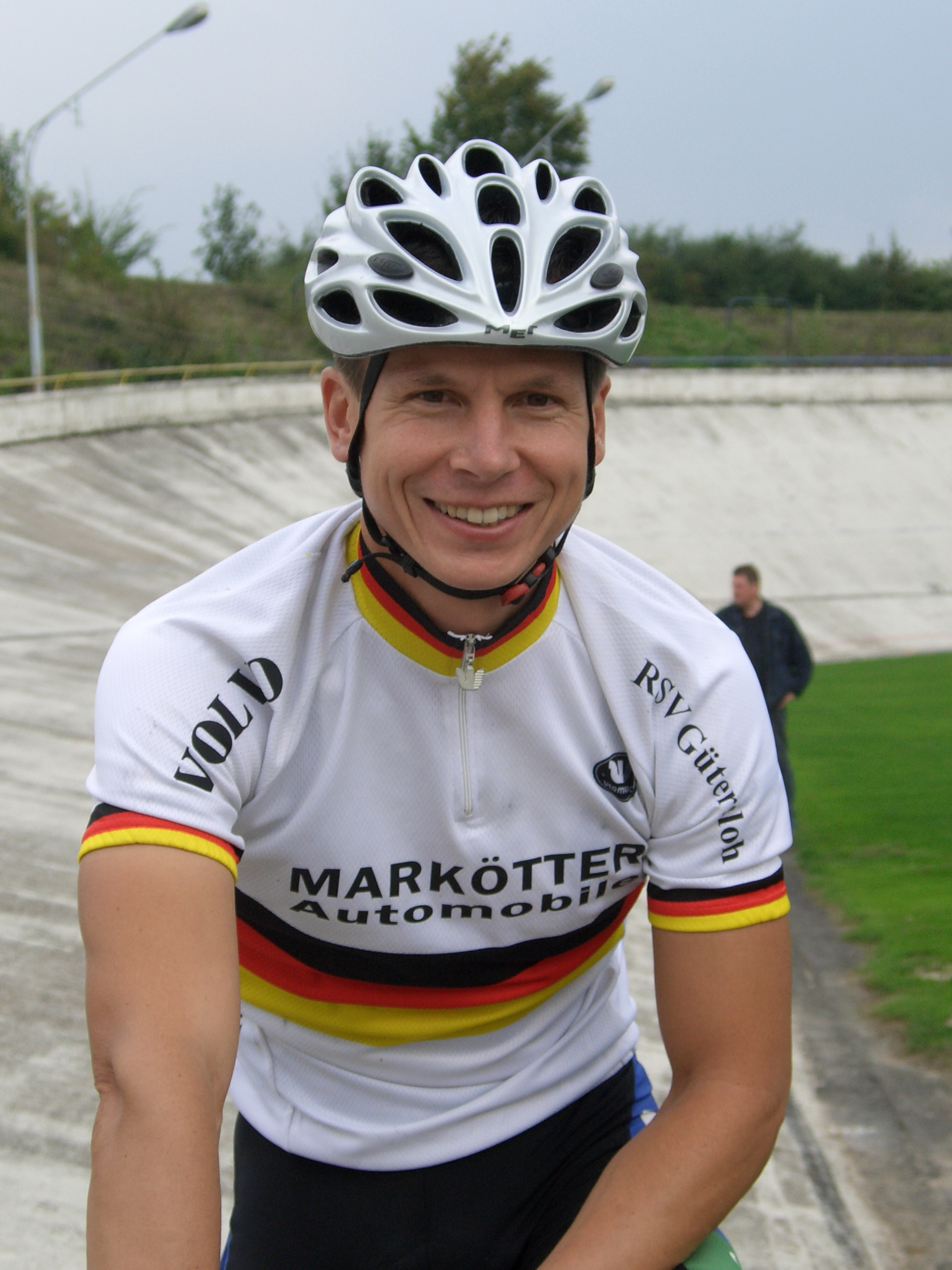
Stefan Klare (2010)

Stefan Klare (* 9. Mai 1971 in Bielefeld) ist ein ehemaliger deutscher Radrennfahrer.
Stefan Klare begann im Alter von neun Jahren mit dem Radsport und war zunächst recht erfolgreich bei Straßenrennen, bis er sich Anfang der 1990er Jahre dem Stehersport zuwandte. Von Mitte der 1990er bis Mitte der 2000er Jahre zählte Stefan Klare zu den erfolgreichsten Stehern Deutschlands. 2003 und 2004 war er Deutscher Meister, in den Jahren zuvor hatte er mehrfach Podiumsplätze bei deutschen Meisterschaften belegt. 2000 wurde er Vize-Europameister, 2001 belegte er den dritten Platz. 2002 gewann er den Großen Preis der Stadt Leipzig im Steherrennen.
Nach seinem Rücktritt vom aktiven Radsport blieb Stefan Klare weiterhin im Radsport engagiert: Er fungiert als Sportlicher Leiter bei Steherrennen auf der Radrennbahn Bielefeld und trainiert den Nachwuchs.